# Port-Cros

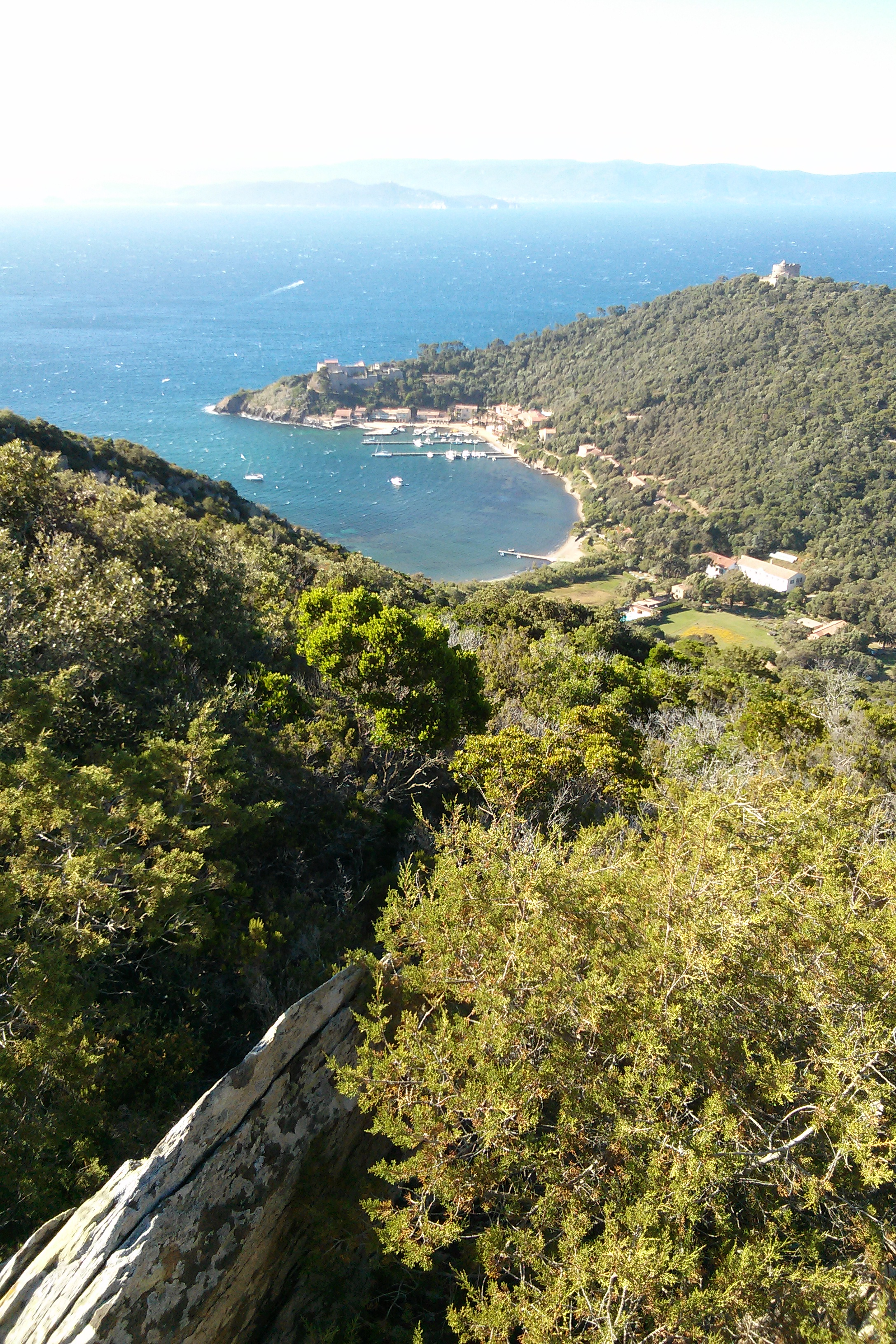
Port-Cros

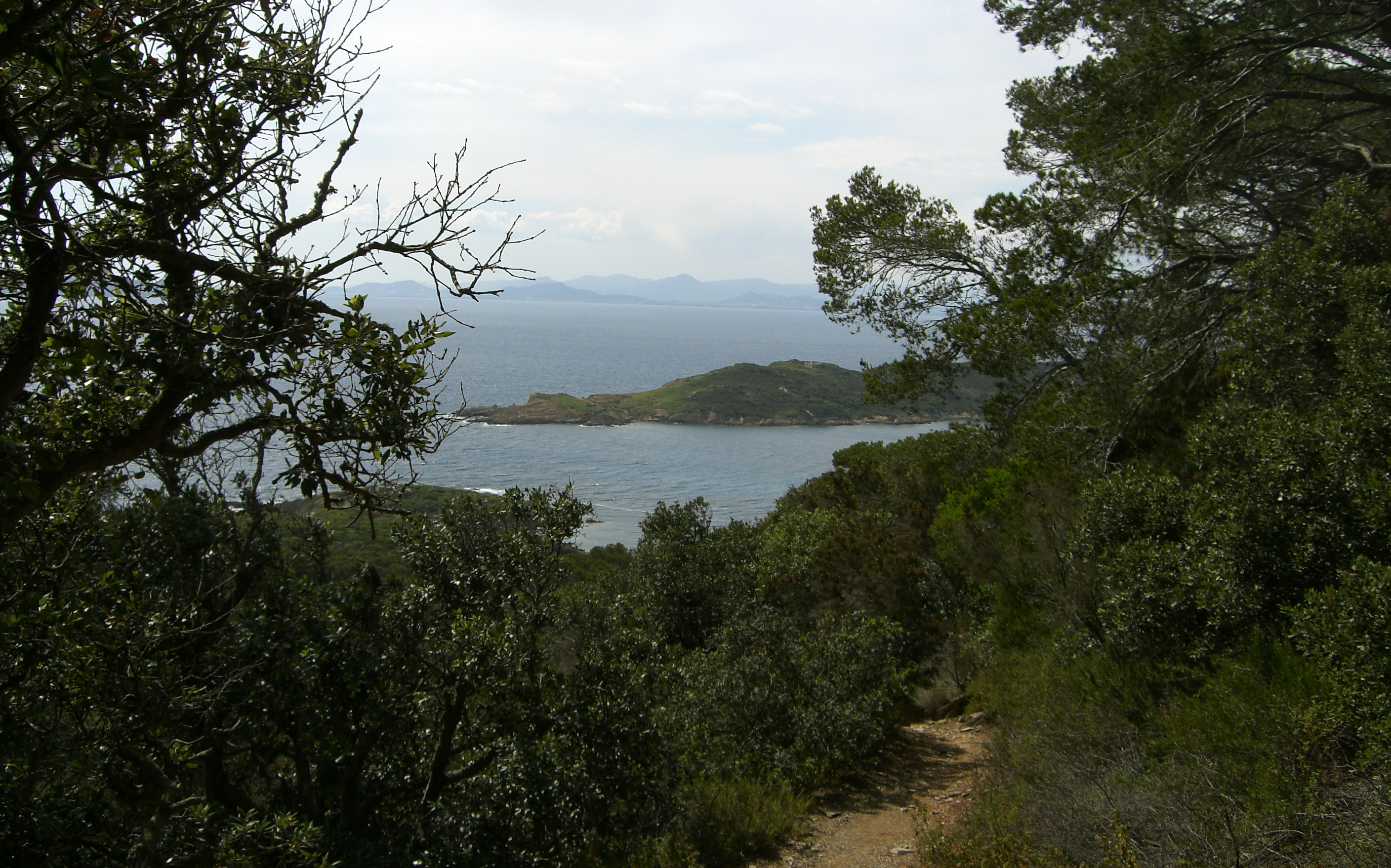
Port-Cros

Port-Cros é uma ilha do arquipélago denominado Îles d'Hyères (pronunciada(o) [il djɛːʁ]; ou Îles d'Or, [il dɔːʁ]), por vezes aportuguesado para Ilhas de Hyères, no mar Mediterrâneo, ao largo de Hyères no departamento de Var, sudeste de França.
Port-Cros tem 650 hectares e é a mais montanhosa do arquipélago. Tem um parque nacional com flora rara e refúgio de aves, fundado em 1963.
Tem 7 km 2 de área e 30 habitantes.